# Kiendyendé
Kiendyendé est une ville du département de Zimtenga, dans la province de Bam, dans le Centre-Nord, au Burkina Faso. En 2006, la ville comptait 249 habitants dont 51% de femmes.